# Луцій Акцій
Луцій Акцій (170-86 роки до н. е.) — давньоримський письменник, історик, літературознавець. Народився у Пісаурумі (сучасне Пезаро, Умбрія, Італія) у родині вільновідпущеника, що був досить заможною людиною, щоб надати Луцію освіту. Замолоду він перебрався до Риму. Тут його патроном став Децим Юній Брут, консул 138 року до н. е., якому Акцій присвятив декілька своїх творів. За поглядами був республіканцем та суворим консерватором. Підтримував дії свого патрона. Про подробиці життя Луція Акція у Римі мало відомостей.

## Творчість
Луцій Акцій приділяв увагу створенню трагедій для театру. Всього склав 45 трагедій. Займався питаннями орфографії. Досліджував історію грецької та римської літератури. Поклав початок дослідженню комедій Плавта, встановленню їх істиності. Створив 2 претексти на історичні теми.
Перша трагедія Луція Акція була поставлена на сцені у 140 році до н. е. У його трагедіях часто зображувалися тирани, їх сумна доля. У них відображалося негативне ставлення авторів до тиранії. У своїх творах часто застосовував контамінацію.

## Твори
- Трагедія «Медея».
- Трагедія «Атрей». Відома з нього фраза «Нехай ненавидять, аби боялися», яку полюбляв Гай Калігула
- «Дідаскалії» Про історію грецької та римської літератури.
- Претекста «Брут».
- Претекста «Енеади» (або «Децім»).
- Аннали, історія Рима з давніх часів.
- Прагматика, Парерга, Праксідика — окремі уривки літературних творів.